# Comté de Roosevelt (Montana)
Pour les articles homonymes, voir Comté de Roosevelt.

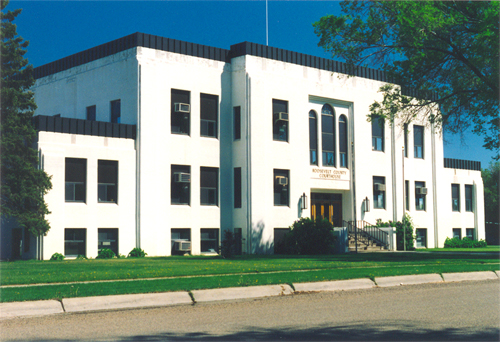
La courthouse du comté de Roosevelt

Le comté de Roosevelt est un des 56 comtés de l’État du Montana, aux États-Unis. En 2010, la population était de 10 425 habitants. Son siège est Wolf Point. Les trois quarts de la superficie du comté se trouvent dans la réserve indienne de Fort Peck.

## Géolocalisation
|                 | Comté de Sheridan Comté de Daniels |                                   |
| Comté de Valley | Comté de Roosevelt                 | Comté de Williams, Dakota du Nord |
| Comté de McCone | Comté de Richland                  |                                   |

## Principales villes
- Bainville
- Brockton
- Culbertson
- Froid
- Poplar
- Wolf Point

## Démographie
| Groupe                           | Comté de Roosevelt | Montana | États-Unis |
| -------------------------------- | ------------------ | ------- | ---------- |
| Amérindiens                      | 57,5               | 6,3     | 0,9        |
| Blancs                           | 35,8               | 89,4    | 72,4       |
| Autres                           | 3,2                | 0,7     | 6,4        |
| Métis                            | 3,0                | 2,5     | 2,9        |
| Asiatiques                       | 0,4                | 0,6     | 4,8        |
| Afro-Américains                  | 0,1                | 0,4     | 12,6       |
| Total                            | 100                | 100     | 100        |
|                                  |                    |         |            |
| Hispaniques et Latino-Américains | 1,3                | 2,9     | 16,7       |

Selon l'American Community Survey, en 2010 95,51 % de la population âgée de plus de 5 ans déclare parler l'anglais à la maison, 3,38 % déclare parler le dakota et 1,11 % une autre langue.